# Alexandra de la Mora
Alexandra de la Mora (Cidade do México, 12 de maio de 1981) é uma atriz mexicana.

## Biografia
Originalmente de Monterrey, NL. Ela se formou no UANL Contemporary Dance Degree, começou a modelar aos 18 anos e poucos anos depois decidiu dedicar-se à atuação. Ele estudou carreira de atriz no Lee Strasberg Institute em Nova York. Agora, trabalhando na empresa Argos, caracterizada por ser uma atriz comprometida com papéis não-tradicionais, foi premiada como a melhor atriz de apoio por seu papel na novela La patrona
Durante sua vida, ela sofreu com transtornos alimentares que a levaram a buscar meditação para avançar. Ela atualmente está visitando as prisões para oferecer meditação aos presos e está desenvolvendo um projeto para acabar com a violência nas universidades. Ela também é DJ nas The Daughters of Darth Vader e corredor.

## Carreira

### Telenovelas
| 2001      | Lo que es el amor       | Mónica Wilson                         |
| 2002      | Daniela                 | Renata Gamboa / Renata Vogue          |
| 2003      | Los simuladores         | Romina                                |
| 2004      | La niñera               | Ela mesma (cameo)                     |
| 2005      | Casados con hijos       | Catalina                              |
| 2006-2007 | La rosa de Guadalupe    | Vários personagens                    |
| 2008-2009 | Mujeres asesinas        | Karen / Nancy                         |
| 2009      | Los simuladores         | Grecia                                |
| 2010      | Las Aparicio            | Karla                                 |
| 2011      | Bienvenida realidad     | Elvira Medel                          |
| 2012      | Londres es azteca       | Ela mesma                             |
| 2013      | La patrona              | Patricia Montemar Godínez             |
| 2013      | Bienes raíces           | Julia Estrada                         |
| 2013      | Fortuna                 | Luciana Annelle Tuñón Ilianov         |
| 2013-2014 | Las trampas del deseo   | Lucía Salazar de Fuentes              |
| 2014-2015 | Los miserables          | Helena Durán Monteagudo de Echeverría |
| 2016      | La querida del Centauro | Julia Peña de García                  |
| 2016-2017 | El Chema                | Inés de Clark                         |
| 2019-2020 | Vencer el silencio      | Olga del Castillo                     |

### Filmes
- La última muerte - Ray (2011)
- 3:19 - Luciana (2008)
- Poema possibity - (2014)

### Diretora
- The crinolines - (2014)